# The Specials (film)
Pour l’article homonyme, voir The Specials.
Pour plus de détails, voir Fiche technique et Distribution.
The Specials est un film américain réalisé par Craig Mazin, sorti en 2000.

## Synopsis
Une journée dans la vie du légendaire groupe de superhéros, les Specials, à travers les yeux de leur nouveau membre, Nightbird, alors qu'ils s'apprêtent à lancer leur gamme de figurines et que leur chef, The Strobe, découvre que sa femme le trompe avec Weevil.

## Fiche technique
- Titre original : The Specials
- Réalisation : Craig Mazin
- Scénario : James Gunn
- Musique : Brian Langsbard
- Production : Mark A. Altman
- Pays d'origine : États-Unis
- Format : Couleurs - 2,35:1 (Panavision) -  35 mm
- Genre : comédie d'action et science-fiction
- Durée : 82 minutes

## Distribution
- Jordan Ladd : Nightbird/Shelly
- Thomas Haden Church : Ted Tilderbrook/The Strobe
- Rob Lowe : Tony/The Weevil
- Paget Brewster : Ms Indestructible/Emily Tilderbrook
- Jamie Kennedy : Amok
- Melissa Joan Hart : Sunlight Grrrll
- Kelly Coffield Park : Power Chick/Nancy
- Judy Greer : Deadly Girl
- James Gunn : Minute Man/Tim Tilderbrook
- Sean Gunn : Alien Orphan/Doug
- Mike Schwartz : U.S. Bill
- Jim Zulevic : Mr Smart/Seymore
- John Doe : Eight
- Johnny Mountain : News Anchor
- Barry Del Sherman : Zip Boy/Jerry
- Michael Weatherly : Verdict